# 芝加哥联邦储备银行
芝加哥聯邦準備銀行（英語：Federal Reserve Bank of Chicago），簡稱芝加哥聯準銀行（Chicago Fed），為美国的12个地区聯邦準備銀行之一，管轄联邦储备系统的第7联邦储备区，總部設於芝加哥金融區。

## 概要
芝加哥聯準銀行管轄的第7聯邦準備區包含伊利诺伊州、印第安纳州、威斯康星州、密歇根州的各一部分，以及艾奥瓦州。除了设于芝加哥金融区拉萨勒街与杰克逊大道转角的總部外，另在底特律設有底特律分行。

## 外部連結

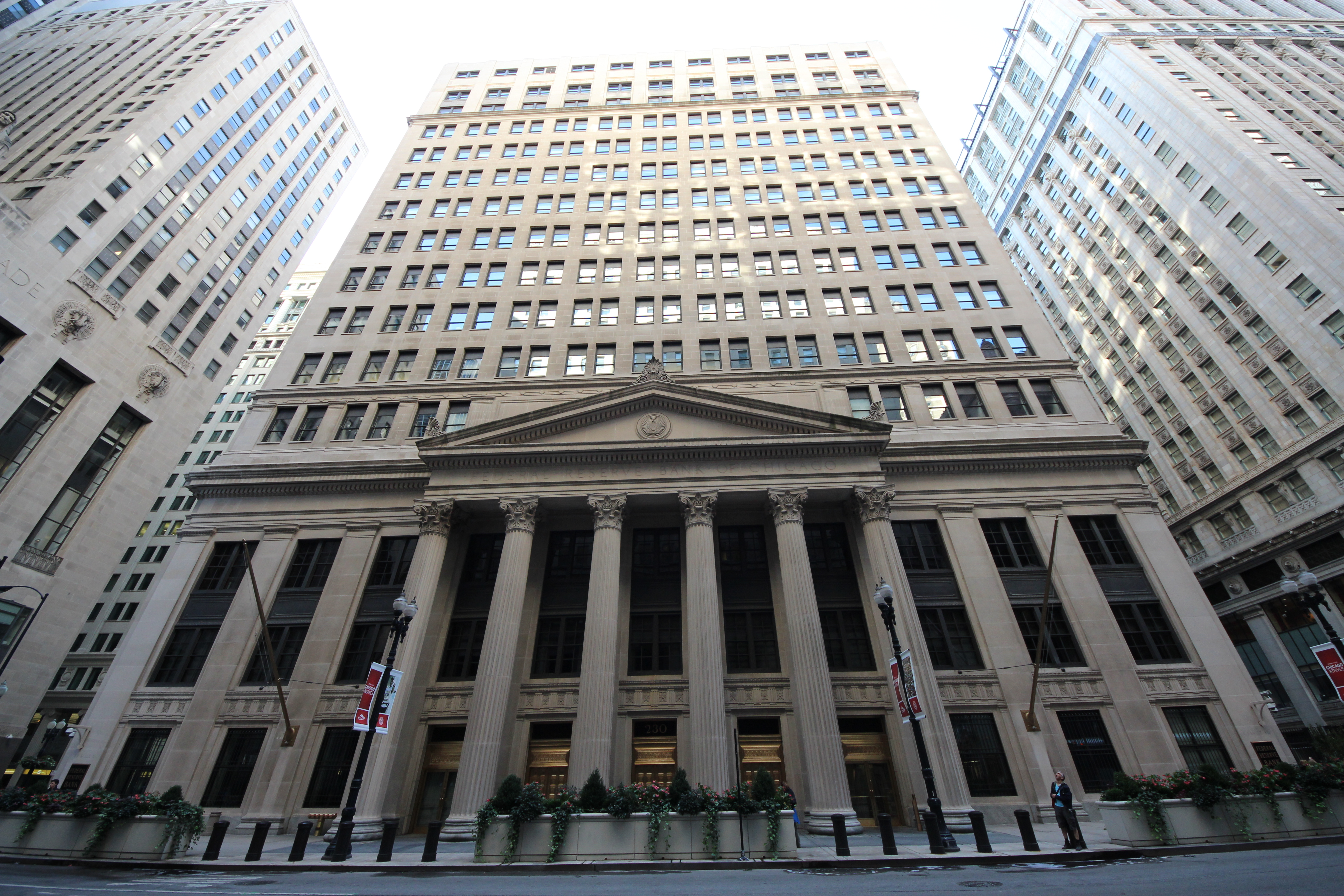
總部在拉萨勒街的入口，樓高17層

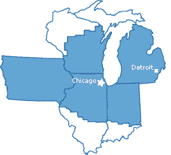
第7联邦储备区地图

- Federal Reserve Bank of Chicago （页面存档备份，存于）
- Facebook （页面存档备份，存于）
- Twitter （页面存档备份，存于）
- YouTube （页面存档备份，存于）

41°52′43″N 87°37′54″W / 41.878484°N 87.631567°W